# Kampf der Viren
Kampf der Viren ist ein Zweipersonen-Strategiespiel, bei dem das Wachstum zweier Virenkolonien und deren Kampf um die Ressourcen auf einem begrenzten Raum schematisch nachgebildet werden.
Die genaue Herkunft des Spiels ist unklar. Nach der im Jahr 1990 veröffentlichten Beschreibung ist das Spiel in den 1980er Jahren in der Universität von Leningrad (St. Petersburg) entstanden.

## Spielverlauf und -regeln
Es sind einige Variationen des Spiels bekannt. Das Spiel kann gegen einen Mitspieler auf Papier oder gegen Computer als ein Computerspiel gespielt werden. Die Spielregeln werden anhand der von Meta-Schule veröffentlichten Online-Version erklärt.

Gespielt wird auf einem karierten Spielfeld mit 10 × 10 Kästchen.

Spieler 1 setzt auf dem Spielfeld Kreuze, Spieler 2 setzt Kreise. Man ist abwechselnd am Zug.
Bei einem Spielzug werden drei Kreuze bzw. drei Kreise in die jeweils verfügbaren Kästchen (s.unten) gesetzt.

Die Regeln werden am Beispiel vom Spieler 1 erklärt.

Ein Kreuz kann in ein leeres Kästchen gesetzt werden, dabei entsteht ein "lebendiges" Kreuz. Ein Kreuz kann aber auch in ein Kästchen mit einem "lebendigen" Kreis gesetzt werden. Dabei wird der Kreis "getötet", das Kästchen gilt als von Kreuz "erobert" und kann nicht mehr bespielt werden. Ein erobertes Kästchen wird dementsprechend (z. B. durch Farbe) gekennzeichnet.

Aneinandergrenzende, durch Kreuz eroberte Kästchen bilden Ketten, die dem Spieler 1 gehören. (Zwei Kästchen grenzen aneinander, wenn sie eine gemeinsame Seite oder eine gemeinsame Ecke haben). Die Ketten können "lebendig" oder "tot" sein. Eine durch Spieler 1 eroberte Kette gilt als "lebendig" wenn diese an ein Kästchen mit einem "lebendigen" Kreuz angrenzt. Eine Kette, die dem Spieler 1 gehört, ist tot, wenn sie an kein lebendiges Kreuz angrenzt.
Verfügbare Kästchen.  Ein Kreuz kann nur in ein Kästchen gesetzt werden, wenn dieses an ein Kästchen mit einem "lebendigen" Kreuz oder an eine "lebendige Kette", die dem Spieler 1 gehört, angrenzt.
- Spieler 1 fängt an, das erste Kreuz wird in die Ecke oben links gesetzt. Der erste Kreis muss unten rechts gesetzt werden.
- Spieler 1 gewinnt, wenn der Spieler 2 seinen Zug nicht mehr machen kann. Das ist dann der Fall, wenn alle Kreise getötet sind oder wenn es keine für die Kreise verfügbaren Kästchen gibt.

Erster Zug
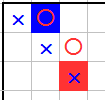
Ein vom Spieler 2 ("Kreis") erobertes Kästchen – unten, (rot); ein vom Spieler 1 ("Kreuz") erobertes Kästchen – oben, (blau)
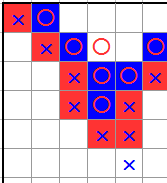
Eine lebendige Kette der Kreise (rot) und eine tote Kette der Kreuze (blau)

## Elemente der Strategie
Der Spieler 1 sollte versuchen, den für den Spieler 2 verfügbaren Bereich durch durchgehende "Wände" aus "getöteten" Kreisen einzugrenzen. Wenn Kästchen einer solchen Wand seitlich aneinandergrenzen, ist das Durchdringen der Kreise durch die Wand unmöglich. Ist der eingegrenzte Bereich klein genug, so werden die für die Kreise verfügbaren Kästchen schnell verbraucht und der Spieler 1 gewinnt.

Entsprechend kann es für den Spieler 1 gefährlich werden, wenn er Kreuze bevorzugt in seitlich aneinandergrenzenden Kästchen setzt, weil diese, falls sie durch den Spieler 2 erobert werden, für den Spieler 1 undurchdringbare Wände bilden können.
Weiterhin sollte der Spieler 1 versuchen, seine (möglichst lange) Ketten dadurch am Leben zu halten, dass er angrenzend an eine Kette ein oder mehrere Kreuze in "abgelegenen" Bereichen setzt, d. h. dorthin, wo es dem Spieler 2 nicht möglich ist, in einem Zug alle Kreuze zu töten, die an eine Kette grenzen und diese am Leben halten.